# 牧園大學
牧園大學（韓語：목원대학교，英語：Mokwon University），是一所位於韓國大田廣域市的基督教私立大學，創立於1954年。

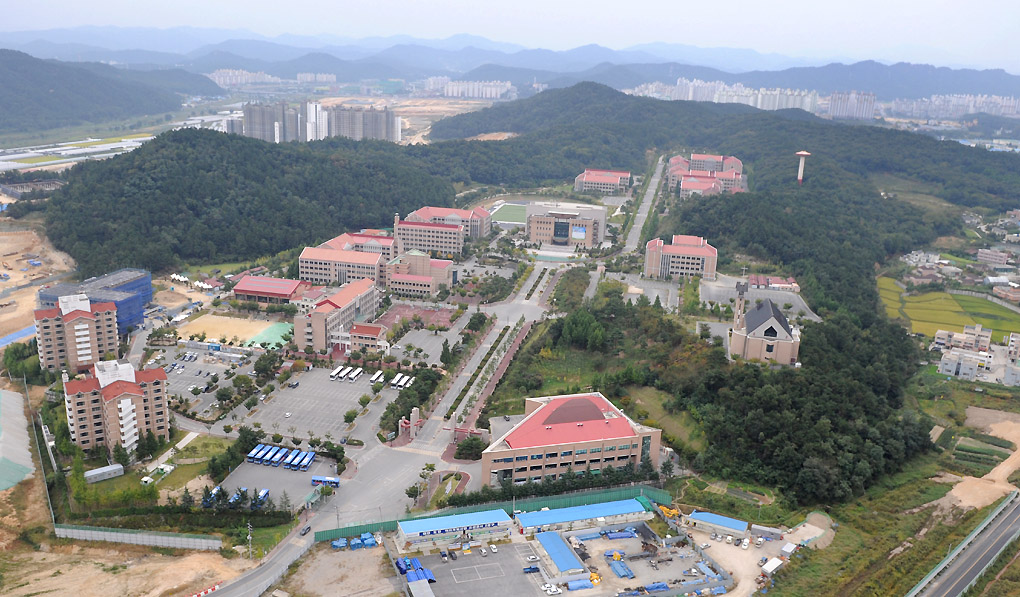
牧園大學校園鳥瞰

## 概要
牧园大学立足于基督教精神，以实现真理、博爱、奉献的建学理念为教育目标，是韩国中部地区著名的综合性私立大学。

## 沿革
- 1954年：基督教監理會大田神學院創立「牧園大學」
- 1999年：遷移至大田广域市核心地带的儒城校区

## 學院
- 神學院
- 人文學院
- 技術科學學院
- 工學院
- 社會科學學院
- 音樂學院
- 美術學院
- 師範學院
- 電影影像學院
- 素養教育院

## 知名校友
- 金鍾旼 - 韓國男歌手及藝人

## 姊妹校
臺灣
- 中原大學

 日本
- 佐賀大學
- 釧路公立大學
- 西九州大学